# ويرن (فلم)
ويرن (بالإنجليزية: Wiren)، هُو فيلم دراما سورينامي صدر سنة 2018 وأخرجه Ivan Tai-Apin. اختير الفيلم ليكون الترشيح الرسمي لدولة سورينام للتنافس على جائزة أفضل فيلم دولي خلال حفل توزيع جوائز الأوسكار الثالث والتسعين، لكنه لم يكُن ضمن القائمة النهائية للجائزة. كان ترشيح هذا الفيلم أول ترشيح لفيلم سورينامي ضمن هذه الفئة من جوائز الأوسكار.

## القصة
يتحدث الفيلم عن ولد أصم ومُعاناته مع التمييز.

## طاقم التمثيل
- راف ليسنر في دور ويرن الشاب.
- ألتافخان دونر في دور ويرن المُراهق.
- إيدي ليمرز في دور ويرن الكهل.
- غابي ترورني في دور ليلي.
- هيليانثي ريدان في دور الآنسة لانبروغ.
- إيرفن إيمانويلز في دور أب ليلي.
- كونسويلو دينز في دور المُحامية فرانشيسكا.
- أنتوني فرايزر في دور الدكتور يونغ.

## وصلات خارجية
- مقالات تستعمل روابط فنية بلا صلة مع ويكي بيانات